# 愛西市立永和中学校
愛西市立永和中学校（あいさいしりつ えいわちゅうがっこう）は、愛知県愛西市善太新田町七草平にある公立中学校。

## 概要
略称は「永中（えいちゅう）」。学区は旧佐屋町のうち永和地区で、永和小学校の卒業生が進学する。その他の地区は愛西市立佐屋中学校に進学する。
東名阪自動車道とJR東海関西本線の中間に立地し、善太川の対岸には愛西市立永和小学校が位置している。
1947年に永和村立永和中学校として設立された。1956年に市町村合併により佐屋町立永和中学校に改称し、2005年に愛西市立永和中学校に改称した。

## 教育目標
「まじめ」「親切」「がんばり」を教育目標としている。

## 沿革
- 1947年（昭和22年） - 永和村立永和中学校が設立される[2]。
- 1956年（昭和31年） - 市町村合併により佐屋町立永和中学校と改称。
- 1969年（昭和44年） - 現住所に新校舎完成、移転。
- 2005年（平成17年）4月 - 市町村合併に伴い愛西市立永和中学校と改称。

## 部活動
部活動は、男子のみの部が4部、女子のみの部が4部、男女共同の部が3部、特設部が3部ある。

### 男子
- 野球部[3]
- 卓球部
- バレーボール部 (男)
- バスケットボール部

### 女子
- ソフトボール部[3]
- ソフトテニス部
- バレーボール部 (女)

### 男女共同
- コンピュータ部[3]
- 文化部

### 特設部
- 駅伝部[3]
- 相撲部
- 陸上部

## 学校行事
- 入学式
- 校外学習（1年）
- 野外学習（2年）
- 修学旅行（3年）
- 職業体験（2年）
- 文化祭
- 運動会
  - 永和中学校では生徒数が少ないため、運動会を愛西市立永和小学校と合同で開催している（小中合同運動会と呼ばれる）。基本的に9月の中旬から下旬にかけて行う。
- 卒業式

## 校区
大井町、大野町、鰯江町、善太新田町、本部田町（勘平・茨塚・天池）

## 著名な出身者
- 丹羽将弥（元プロ野球選手）